# Gran Premi de França del 1973
Resultats del Gran Premi de França de Fórmula 1 de la temporada 1973, disputat al circuit de Paul Ricard l'1 de juliol del 1973.

## Resultats
| Pos | No | Pilot                | Equip               | Voltes | Temps/ Retirada          | Pos. de sortida | Punts |
| --- | -- | -------------------- | ------------------- | ------ | ------------------------ | --------------- | ----- |
| 1   | 2  | Ronnie Peterson      | Lotus - Ford        | 54     | 1h 41' 37. 4             | 5               | 9     |
| 2   | 6  | François Cevert      | Tyrrell - Ford      | 54     | + 40.92 s                | 4               | 6     |
| 3   | 10 | Carlos Reutemann     | Brabham - Ford      | 54     | + 46.48 s                | 8               | 4     |
| 4   | 5  | Jackie Stewart       | Tyrrell - Ford      | 54     | + 46.93 s                | 1               | 3     |
| 5   | 3  | Jacky Ickx           | Ferrari             | 54     | + 48.9 s                 | 12              | 2     |
| 6   | 27 | James Hunt           | March - Ford        | 54     | + 1' 22.54 min.          | 14              | 1     |
| 7   | 4  | Arturo Merzario      | Ferrari             | 54     | + 1' 29.19 min.          | 10              |       |
| 8   | 7  | Denny Hulme          | McLaren - Ford      | 54     | + 1' 29.53 min.          | 6               |       |
| 9   | 21 | Niki Lauda           | BRM                 | 54     | + 1' 45.76 min.          | 17              |       |
| 10  | 12 | Graham Hill          | Shadow - Ford       | 53     | + 1 Volta                | 16              |       |
| 11  | 20 | Jean-Pierre Beltoise | BRM                 | 53     | + 1 Volta                | 15              |       |
| 12  | 19 | Clay Regazzoni       | BRM                 | 53     | + 1 Volta                | 9               |       |
| 13  | 24 | Carlos Pace          | Surtees - Ford      | 51     | + 3 Voltes               | 18              |       |
| 14  | 25 | Howden Ganley        | Iso Marlboro - Ford | 51     | + 3 Voltes               | 24              |       |
| 15  | 29 | Rikky von Opel       | Ensign - Ford       | 51     | + 3 Voltes               | 25              |       |
| 16  | 11 | Wilson Fittipaldi    | Brabham - Ford      | 50     | + 4 Voltes               | 19              |       |
| Ret | 8  | Jody Scheckter       | McLaren - Ford      | 43     | Accident                 | 2               |       |
| Ret | 1  | Emerson Fittipaldi   | Lotus - Ford        | 41     | Accident                 | 3               |       |
| Ret | 23 | Mike Hailwood        | Surtees - Ford      | 29     | Pèrdua d'oli             | 11              |       |
| Ret | 9  | Andrea de Adamich    | Brabham - Ford      | 28     | Palier                   | 13              |       |
| Ret | 15 | Reine Wisell         | March - Ford        | 20     | Sobreescalfament         | 22              |       |
| Ret | 16 | George Follmer       | Shadow - Ford       | 16     | Prob. amb el combustible | 20              |       |
| Ret | 26 | Henri Pescarolo      | Iso Marlboro - Ford | 16     | Sobreescalfament         | 23              |       |
| Ret | 14 | Jean-Pierre Jarier   | March - Ford        | 7      | Palier                   | 7               |       |
| Ret | 17 | Jackie Oliver        | Shadow - Ford       | 0      | Embragatge               | 21              |       |

## Altres
- Pole: Jackie Stewart 1' 48. 37

- Volta ràpida: Denny Hulme 1' 50. 99 (a la volta 52)